# Игра в ложь (телесериал, 2011)
«Игра в ложь» (англ. The Lying Game) — американский молодежный драматический сериал, выходивший на канале ABC Family с 15 августа 2011 по 12 марта 2013 года, и основанный на одноимённой серии книг Сары Шепард, прославившейся своим бестселлером «Милые обманщицы».

## Сюжет
В центре истории — две сестры-близняшки, разделенные после рождения. Эмма Беккер — воспитывавшаяся в разных приёмных семьях — добросердечная и воспитанная девушка. В отличие от своей удачливой сестры, у Эммы нет ничего, кроме жестокой приёмной матери и брата-извращенца. Саттон, усыновленная очень богатой и обеспеченной семьёй ещё в младенчестве, живёт не зная горя, что делает её очень эгоистичной и заносчивой. После того, как Эмма приезжает к сестре, Саттон предлагает ей на время поменяться местами — Эмма должна изображать Саттон, пока та ищет их биологическую мать. В то время, как Эмма живёт жизнью сестры, отношения между «Саттон», Тедом и Кристин (приёмными родителями) улучшаются. Это она объясняет тем, что взялась за ум. В это время, Саттон живёт в Лос-Анджелесе вместе с братом своей подруги — Таером, который уже много лет влюблен в неё. Вскоре Эмма знакомится с парнем своей сестры, который поначалу принимает её за Мёрсер, но сомневаясь, целует, что даёт Итану понять, что перед ним другая девушка. У них начинается роман. Приближается день рождения Саттон. Её семья готовит ей фешенебельную вечеринку, на которую приглашены все: и родственники, и друзья. И когда Эмма, уже готовая к празднику, собирается отправиться на вечеринку, возвращается Саттон, никого не предупредив. Итан, думая, что перед ним Эмма, целует Саттон в тот момент, когда её сестра входит в дом, после чего, та заявляет, что Эмма украла её жизнь и исчезает. Эмма в отчаянии, не зная, рассказать ли Кристин и Теду о их с сестрой смены ролями или же оставить все как есть?! Но Саттон не является на вечеринку. Беккер начинает подозревать, что с ней что-то случилось, в то время, как в город прибывает старая знакомая Алека и Теда — Ребекка. У Ребекки и крёстного Саттон завязываются отношения. Алек преследует свои цели. Саттон возвращается. Её спасла их биологическая мать, но в дальнейшем оказывается, что она не та, за кого себя выдаёт, а Эмма — её бывшая приёмная дочь. После возвращения Саттон, ставится вопрос: кто будет жить с Тедом и Кристин? Что будет с Эммой?

## В ролях
- Александра Чандо — Саттон Мёрсер/ Эмма Беккер
- Энди Баккли — Тед Мёрсер
- Элли Гонино — Лорел Мёрсер
- Хелен Слейтер — Кристин Мёрсер
- Элис Гречин — Мэдс Райбек
- Блэр Рэдфорд — Итан Уайтхорс
- Кирстен Праут — Шарлотта «Шар» Чемберлейн
- Эдриан Пасдар — Алек Райбек
- Кристиан Александр — Тайер Райбек
- Тайлер Кристофер — Дэн Уайтхорс
- Рэнди Вейн — Джастин Миллер
- Каризма Карпентер — Ребекка (Энн) Сивел